# Saltviken
Saltviken är en havsvik i Raseborgs kommun i landskapet Nyland. Arean är omkring 89 hektar..